# Hermies Hill brit katonai temető
A Hermies Hill brit katonai temető (Hermies Hill British Cemetery) egy első világháborús sírkert a franciaországi Hermies település közelében. A temetőt Herbert Baker és Noel Ackroyd Rew angol építész tervezte.

## Története
Hermies városkát 1917. április 9-én meglepetésszerűen megtámadta a 2. és 3. ausztrál gyalogoszászlóalj. 1918. március 22-én a németek támadást indítottak a település ellen, de a védők visszaverték őket. Ennek ellenére az Antant-katonákat másnap evakuálták. 1918 szeptemberében Hermies ismét a szövetségesek kezébe került.
A temetőt 1917 novemberében nyitották meg. A fegyverszünet után más kisebb sírkertekből is helyeztek át hősi halottakat oda. A temetőben 1039 katona nyugszik, közülük 298-at nem sikerült azonosítani. A többiek nemzetiségi megoszlása ismertː 692-en az Egyesült Királyságból, 39-en Ausztráliából, heten Új-Zélandról érkeztek a háborúba, hárman Kanadából érkeztek a háborúba. Külön emlékművet állítottak annak a 28 brit katonának, akiről úgy gondolják, hogy az azonosítatlan áldozatok között vannak. Egy másik emlékmű arra a hat brit katonára emlékezik, akit két német temetőben földeltek el, de a sírkertek megsemmisültek az ágyúzásban. A téglafallal bekerített temető 3629 négyzetméteres.
A temetőben nyugszik Frank Edward Young alhadnagy, aki posztumusz megkapta a Viktória Keresztet az 1918. szeptember 18-án tanúsított bátorságáért. Az altiszt az Havrincourttól délkeletre folyó harcokban tüntette ki magát. A német zárótűz ellenére sorban felkereste a brit védelmi állásokat és bátorította embereit. Később kimentette az ellenség fogságából két bajtársát, valamint elhallgattatott egy géppuskát. Youngot akkor látták utoljára élve, amikor kézi tusában harcolt az előretörő németekkel.